# Saleen Gomani
Saleen Gomani, född 2 mars 1993 i Vancouver i Kanada, är en kanadensisk filmregissör och konstnär. Hen är uppvuxen i Vancouver och bosatt och verksam i Malmö. 
Gomani var en av de sex utvalda kreatörerna till Svenska Filminstiutets filmlaboratorium Fusion som pågick under 2016-2017 vars mål var att utveckla normkreativa filmidéer.
Gomanis verk kretsar kring ett undersökande av "icke-normativt begär, som fetischism och BDSM".